# Giustina Renier Michiel
Giustina Renier Michiel   (Venècia, 14 d'octubre de 1755 - Venècia, 7 d'abril de 1832) fou una literata, traductora i aristòcrata italiana que va dirigir un saló a Venècia.
Va combinar les seves passions intel·lectuals i la gestió d'un saló literari amb el càrrec de dogaressa, després que el seu oncle fos elegit doge. Va ser primera dama en totes les cerimònies oficials entre el 1779 i el 1789. El seu saló era freqüentat per figures literàries com Ippolito Pindemonte, Marina Querini Benzon, Ugo Foscolo, Giustiniana Wynne (la comtessa Rosenberg), Madame de Staël i Lord Byron.
Quan Napoleó va envair Venècia, va tancar el seu saló i va centrar-se a estudiar botànica i a publicar les seves traduccions de Shakespeare. Va traduir de l'anglès a l'italià Otel·lo i Macbeth el 1798 i Coriolà el 1800. Durant aquesta època també va començar la seva obra monumental publicada en sis volums, titulada Le origine delle feste veneziane, on investigava i aprofundia en els festivals, mites i rituals públics de Venècia. Més endavant, va reobrir el seu saló i el va mantenir fins a la seva mort.